# 巳沢雫
巳沢 雫（みさわ しずく）は、SNKプレイモアの恋愛シミュレーションゲーム『Days of Memories』シリーズなどに登場する架空の人物。『ザ・キング・オブ・ファイターズ』本編との関係は全く無い。

## 概要
白っぽい銀髪のロングヘアと赤い瞳の女性。『Days of Memories 2 〜僕の一番大切な君へ〜』と『Days of Memories 〜恋はグッジョブ!〜』では攻略対象のヒロインの1人として登場する。
『Days of Memories 2 〜僕の一番大切な君へ〜』での彼女は、私立清嶺大学3回生で、成績優秀、容姿端麗。明るく優しい、頼りになるしっかり者だが、怒らせても笑顔のままでいるので、実は一番怒らせてはいけないタイプ。バーテンダーと塾講師のバイトを掛け持ちしている苦学生で、大学の女子寮に住んでいる。両親を幼い頃に無くし、彼女は幸せというものをあまり知らずに育ってきた。その為「結婚＝幸福」のイメージを持っており、相手がどんな人間であろうと『結婚』そのものに幸せがあるのだと考えている。
ゲーニッツの計画に必要不可欠である彼女の正体はオロチの依り代である。彼女自身は気づかずに育ってきたが、突如目の前に現れた神父、ゲーニッツによって目覚めさせられた。好きな人間への愛情が歪んでいき精神不安定に、その影響は街全体を一変させるほどの力を持っている。
オロチの依り代であるという共通点からか、クリスと誕生日、身長・体重が同じである。またゲーム中でも、依り代として目覚めた後は「クリス」という名を名乗り、少年に変装している。
依り代であることが判明するシナリオでは、愛するゆえに愛情が狂気へと変わりやすい極端な性格が浮き出ており、精神を病んでいるような描写がある。このシナリオはオロチ、オロチ八傑集との絡み、雫の本来の性格が表れるという点もある。
『Days of Memories 〜恋はグッジョブ!〜』では、隠しヒロインとして登場。本作は以前のシリーズに登場したヒロインも設定がリセットされているため、新たに「開業したばかりのペットトリマー」と設定されオロチ関連の設定は一切無い。
『Days of Memories』シリーズは他に、『Days of Memories 〜彼と私の熱い夏〜』に彼女らしき人物「巳沢先輩」がセリフのみで登場している。
また、携帯アプリゲーム『SNK Beach Volley 〜GAL'S ATTACK〜』ではトーナメントに勝ち進むと最終ボスとして登場、凄まじい強さを見せる。彼女を倒せばキャラクター選択画面で隠しキャラクターとして使用することができ、優勝すればもちろんCGイラストも見ることができる。これに関連してか、『恋はグッジョブ!』ではビーチバレーで他を圧倒する強さを見せるイベントが存在する。

## 登場作品
- Days of Memories 2 〜僕の一番大切な君へ〜
- Days of Memories 〜恋はグッジョブ!〜（タイムリリースキャラクター）
- SNK Beach Volley 〜GAL'S ATTACK〜